# HD179367
HD179367 — хімічно пекулярна зоря спектрального класу A5, що має видиму зоряну величину в смузі V приблизно  7,2.
Вона  розташована на відстані близько 358,4 світлових років від Сонця.